# Смольный (плавбаза)
Смольный (до 31 декабря 1922 года «Тосно») — плавучая база подводных лодок ВМФ СССР.

## История
Товаропассажирский пароход Tosno был построен на верфи Earle’s Shipbuilding & Engineering Company, Ltd в 1907 году, стапельный номер 532. Эксплуатировался английской компанией T. Wilson, Sons & Co., Ltd (капитан Смит).
С началом 1-й мировой войны остался в Петроградском порту. 15 мая 1915 года приобретён Морским ведомством, 12 сентября 1916 года на Путиловской верфи переоборудован в плавучую базу подводных лодок (вооружение 4 47-мм орудий, экипаж 148 человек).
25 октября 1917 года экипаж плавбазы перешёл на сторону Советской власти. Во время Ледового похода корабль шёл в третьем отряде, ведя на буксире подводную лодку «Кугуар». 1 февраля 1919 года включён в состав Действующего отряда кораблей Балтийского флота.
В марте 1921 года учебная группа командиров-подводников плавбазы «Тосно» была преобразована в подводный класс при Военно-Морской академии под руководством А. Н. Бахтина.
В 1939 году командовал Фёдор Леонтьевич Юрковский.
С 1939 года плавбаза 1-й бригады подводных лодок КБФ, с 1940 года — 3-й бригады (Либава), с 1941 года — 1-го дивизиона 1-й бригады (сначала базировалась в Усть-Двинске, потом в Риге, на рейде Кувайсте, в Таллине и Ленинграде), в 1942—1945 годах — 1-го дивизиона бригады подводных лодок КБФ. Во время блокады Ленинграда использовалась для снабжения электроэнергией Адмиралтейства. По окончании боевых действий была переведена в Хельсинки, затем на п-ов Ханко и в Турку.
Переоборудована в плавказарму, а в середине 1950-х разобрана на металл.

## Технические характеристики (1941 год)
- Водоизмещение 4000/5200 т;
- Размерения:
  - длина 100,6 м
  - ширина 13,85 м
  - осадка 5,2 м
- Паровая машина мощностью 2500 л. с.
- Скорость 11,2 уз.
- Дальность плавания 3400 миль 8-узловым ходом;
- Вооружение:
  - 2 х 76-мм пушки Лендера
  - 3 х 45-мм пушки 21-К
  - 4 х 7,62-мм пулемёта «Максим»

В 1944 году вооружение заменили на 5 х 45-мм пушек 21-КМ и 4 х 20-мм зенитных автомата «Эрликон».